# 盾牌座S
盾牌座S，又名BD-08 4726，HD 174325、SAO 142674、HR 7089，是盾牌座的一颗恒星，视星等为6.8，位于銀經25.76，銀緯-3.35，其B1900.0坐标为赤經18h 44m 54.3s，赤緯-8° -3.35′ 20″。